# Учуган-Асаново
Учуган-Асаново (баш. Өсөгән-Әсән) — деревня в Стерлибашевском районе Башкортостана, входит в состав Бузатовского сельсовета. 

## Название
От названия реки Өсөгән/Өс/Өч и личного имени Әсән.

## История
В «Списке населенных мест по сведениям 1870 года», изданном в 1877 году, населённый пункт упомянут как деревня Учуган-Асанова (Чупан-Асанова, Кучуган) 1-го стана Белебеевского уезда Уфимской губернии. Располагалась при речке Учугане, вправо от реки Демы, в 100 верстах от уездного города Белебея и в 50 верстах от становой квартиры в деревне Менеуз-Тамак. В деревне, в 60 дворах жили 422 человека (221 мужчина и 201 женщина, татары), были мечеть, 2 мутовочные мельницы. Жители занимались пчеловодством и деланием телег.

## Население
| 2002 | 2009 | 2010 |
| ---- | ---- | ---- |
| 309  | ↘293 | ↘264 |

Согласно переписи 2002 года, преобладающая национальность — татары (97 %).

## Географическое положение
У села река Кучуган впадает в Тятер.
Расстояние до:
- районного центра (Стерлибашево): 53 км,
- центра сельсовета (Бузат): 6 км,
- ближайшей ж/д станции (Стерлитамак): 112 км.